# Kościół Świętego Jana Nepomucena w Godziszewie
Kościół Świętego Jana Nepomucena – świątynia rzymskokatolicka w pomorskiej wsi Godziszewo, siedziba parafii św. Jana Nepomucena dekanatu Skarszewy diecezji pelplińskiej metropolii gdańskiej.
Świątynia salowa z 1748 z szalowaną wieżyczką pokrytą hełmem wiciowym i z południową kruchtą, w której znajduje się renesansowy nagrobek Wiesiołowskich.

## Galeria

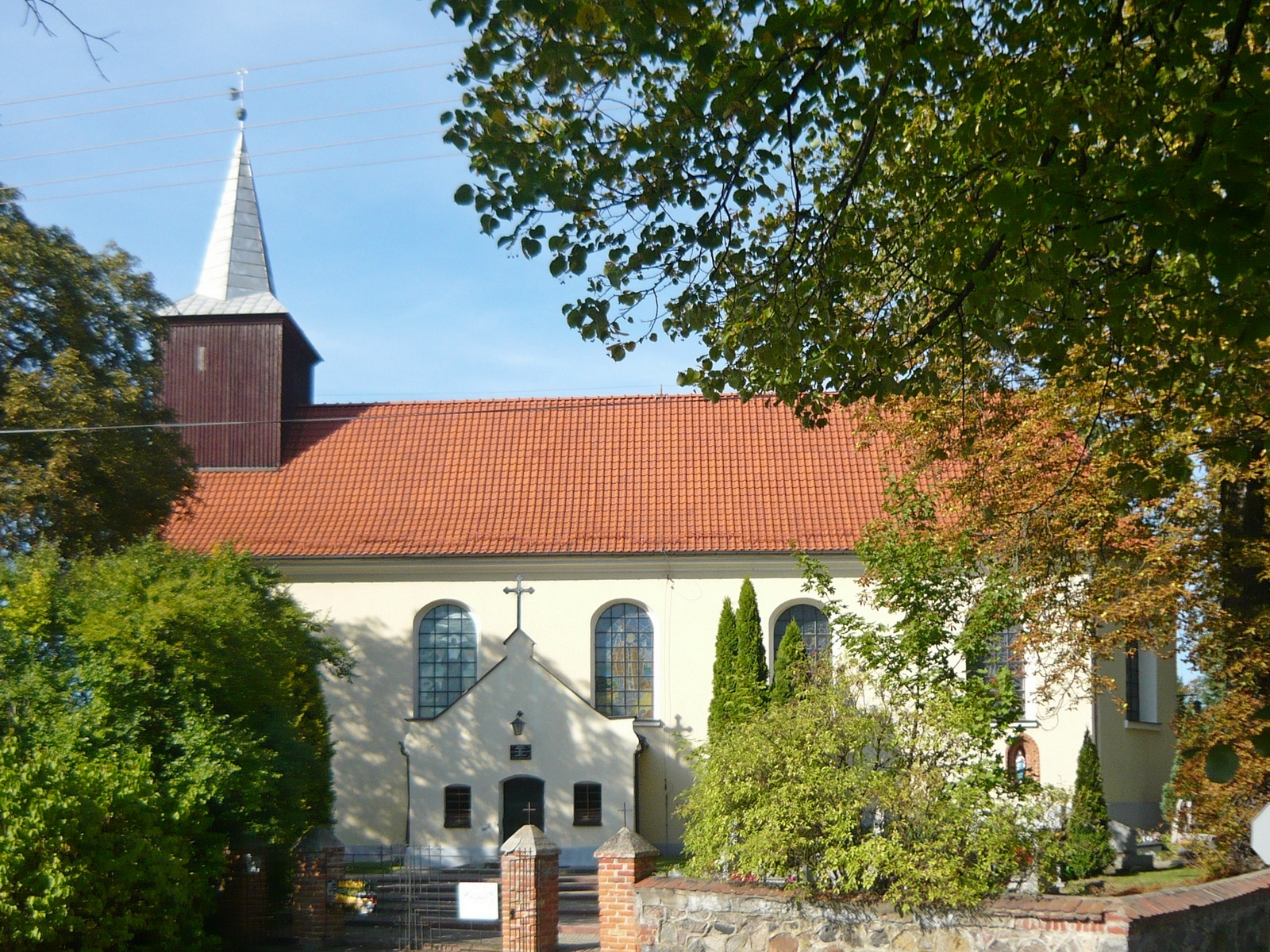
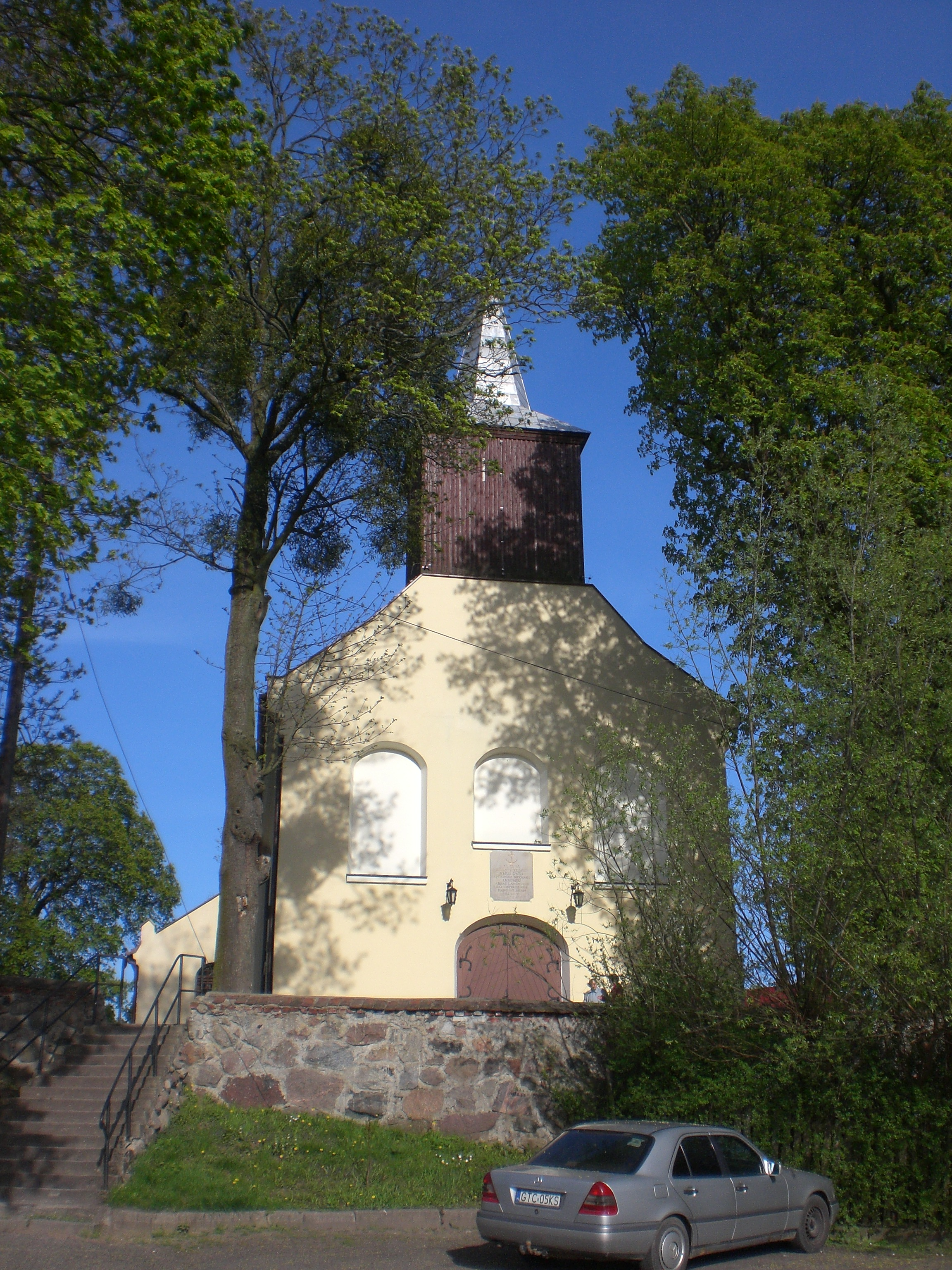
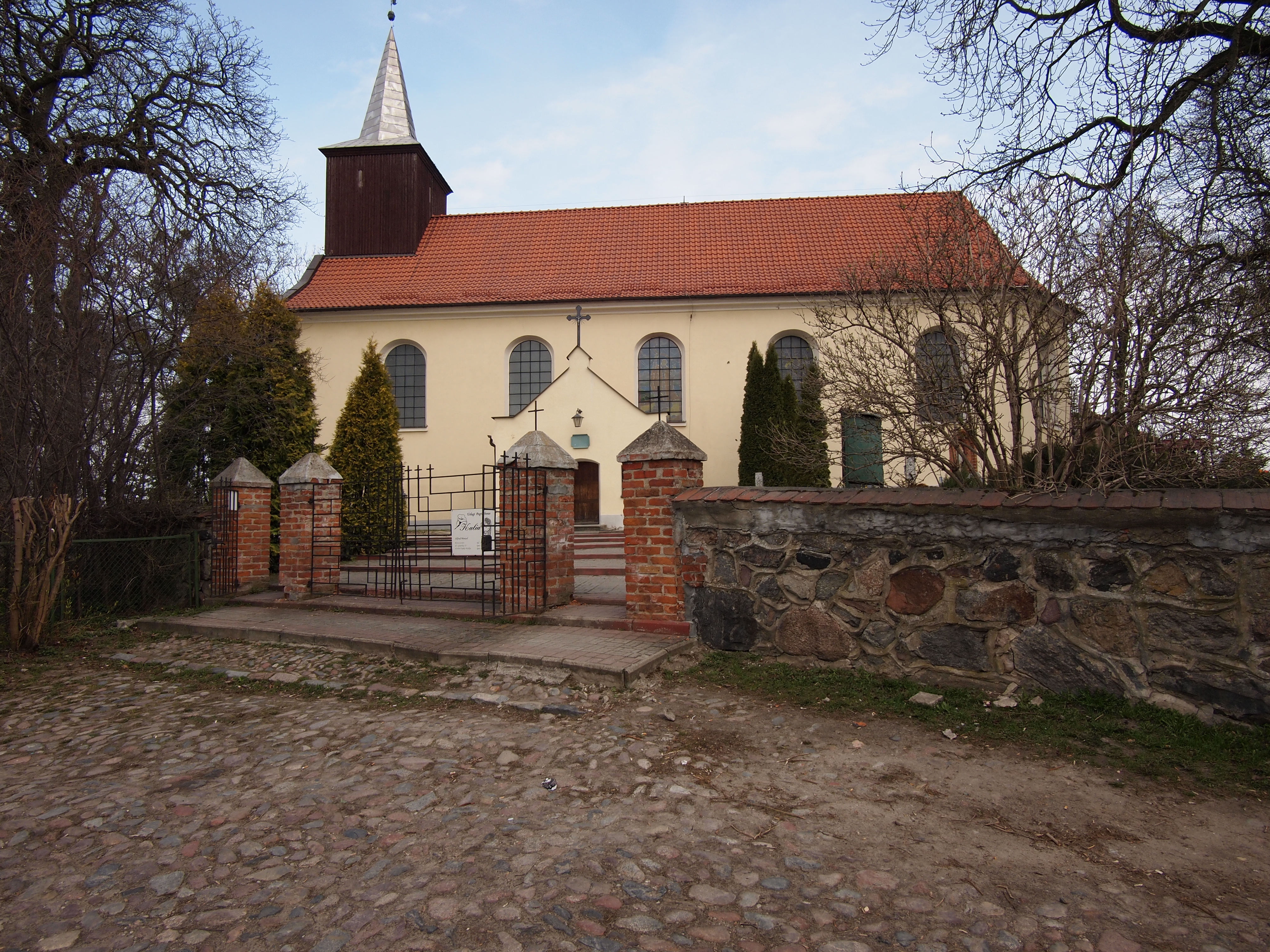